# 超センシティブ
『超センシティブ』は2014年3月5日に発表された突然段ボールのアルバム。

## 解説
全12曲。5はギターの松浦徹作品（作詞・作曲）。ほか、作者クレジットがない1、12を除き蔦木俊二作品（作詞・作曲）。

## 収録曲
1. プロローグ
2. 超センシティブ
3. 奇天烈世界
4. ミラクル・ワールド
5. 放電体
6. 目的地
7. 橋
8. 宝石箱
9. 君が泣くなら
10. 自分ら、血ぃ吸うたろか！
11. 食事の中身
12. エピローグ

## メンバーおよびスタッフ
- 突然段ボール
  - 蔦木俊二（Vo、Gr、Monotron:4、Toys:9。10）
  - 松浦徹（Gr、Cho）
  - ユキユキロ（Key、Cho、Toys:9）
  - 與板久恭（Bs）
  - 中野善晴（Ds）

- ゲスト
  - マヤ（Cho、Toy:9）
  - 愛葉るび（Cho、Toys:9）